# Катон-Карагайский район
Като́н-Карага́йский район (каз. Қатон-Қарағай ауданы) — административно-территориальная единица второго уровня на востоке Восточно-Казахстанской области в Казахстане. Административный центр района — село Катон-Карагай.

## География
Район занимает северо-восточную часть территории области. Крайняя восточная точка страны. На севере и севере-востоке район граничит с Усть-Коксинским и Кош-Агачским районами Республики Алтай Российской Федерации, на юго-востоке с округом Алтай Синьцзян-Уйгурского автономного района Китая, на юге — с Курчумским районом, на северо-западе — с Алтайским районом, на западе — с Улькен Нарынским районом. От крайней восточной точки района (и всего Казахстана) до западных границ Монголии расстояние составляет всего 40 км.
Рельеф территории района — горный (хребты Нарымский, Сарымсакты, Тарбагатай, Южный Алтай, Листвяга, Катунский).
По агроклиматическим условиям Катон-Карагайский район расположен в горной, предгорной и альпийской зонах с резко континентальным климатом, характеризуется суровой продолжительной зимой, коротким жарким летом и скоротечными весной и осенью. Территория района чётко делится на четыре климатические зоны:
1. Высокогорная (тундрово-луговая).
2. Горно-лесная, избыточно-влажная.
3. Горная, лесостепная влажная.
4. Горно-степная.

Климат высокогорной и горно-лесной зоны очень влажный, умеренно холодный, местами очень холодный. Средние температуры января — -13…-18 °C, июля — 15…17 °C. Среднегодовое количество осадков — 350—400 мм. В северной половине зоны за год выпадает 550—560 мм осадков. Июльский максимум осадков выражен хорошо.
Средняя месячная скорость ветра за год составляет 1,7 м/сек. Число дней с сильным ветром за год составляет 7, а с пыльной бурей — 10 дней.
Почвы — горно-каштановые, горно-чернозёмные.
Растут полынь, ковыль, типчак, тальник, осина, берёза, лиственница, пихта, ель. Обитают волк, лисица, бурый медведь, барсук, марал, косуля; водятся куропатка, глухарь, кеклик. В районе расположен Катон-Карагайский государственный национальный природный парк.
Район богат водными ресурсами. Крупнейшие реки — Иртыш с притоками Бухтарма и Нарым. На Иртыше — Бухтарминское водохранилище. На горных реках имеются водопады, крупнейший — Кокколь высотой около 80 м в низовьях реки Большой Кокколь (левый приток Белой Берели). В районе насчитывается около 400 озёр, большинство из них — с площадью водного зеркала до 1 км², наиболее крупное из озёр — Бухтарминское. На склонах и у подножья гор встречаются много солёных и минеральных источников (например, термальные источники Рахмановские Ключи).
В недрах разведаны запасы цветных и редких металлов, строительных материалов.

## История
Долина реки Нарым исторически была заселена народом известным по своим пегим лошадям, ала-ат, или алат, в Китайских анналах «бома». Абулгази писал, что их большой город называется Алачин, он окружён множеством меньших городов, и находится в устье реки Нарым, при её впадении в горькое озеро. Лошади алатов, легендарные по своей масти на протяжении двух тысячелетий, описаны Абулгази как очень высокие, однолетний жеребёнок столь же велик, как трёхлетняя лошадь. Алаты отличались богатством, около Алачина были серебряные рудники, «там много у всех серебряный посуды». В XVII-м веке алаты, вместе с другими телескими племенами, спаслись от массового уничтожения ойратами переходом под русское подданство и протекцию (1756 г.), позволив выжить 5%-му остатку своего населения.
В XIX веке территория входила в состав Алтайского горного округа Томской губернии, основное население составляли русские переселенцы (казаки), осваивавшие хлеборобные просторы Алтая.
Летом 1917 года создаётся Алтайская губерния. В 1920 году (после вхождения 5-й Красной Армии в южную Сибирь в ходе Гражданской войны) из состава волостей Змеиногорского уезда губернии выделяется отдельный новый Бухтарминский уезд в составе той же Алтайской губернии РСФСР.
В июне 1921 года уезд был передан в состав Семипалатинской губернии Киргизской АССР, которая с 1925 года именуется Казакская АССР.
Катон-Карагайский район в составе Семипалатинского округа образован 1 августа 1928 года. 20 сентября 1929 года к Катон-Карагайскому району присоединена территория упразднённого Чингистауского района. В 1932 году Катон-Карагайский район вошёл в состав Восточно-Казакской области Казакской АССР в составе РСФСР. В 1935 году из состава Катон-Карагайского и Зыряновского районов выделены Большенарымский и Бухтарминский районы.
В начале 1936 года Казакскую АССР стали именовать Казахской АССР. С принятием новой Конституции СССР 5 декабря 1936 года статус Казахской АССР был повышен до союзной республики, она была выведена из состава РСФСР и стала называться Казахской ССР.
До 1939 года район официально назывался как Катон-Карагайский русский национальный район Восточно-Казахстанской области Казахской ССР.
В 1954 году площадь района значительно расширилась за счёт присоединения совхоза «Верхкатуньского» Усть-Коксинского района Горно-Алтайской автономной области Алтайского края.
1 января 1963 года Катон-Карагайский район объединён с Большенарымским районом, центром района определено село Большенарымское. 4 декабря 1970 года вновь образован Катон-Карагайский район с центром в селе Катон-Карагай.
23 марта 1997 года Большенарымский район ликвидирован, административный центр Катон-Карагайского района перенесён в село Большенарымское (с 2009 года — Улькен Нарын).
1 января 2024 года вновь образован Катон-Карагайский район с центром в селе Катон-Карагай.

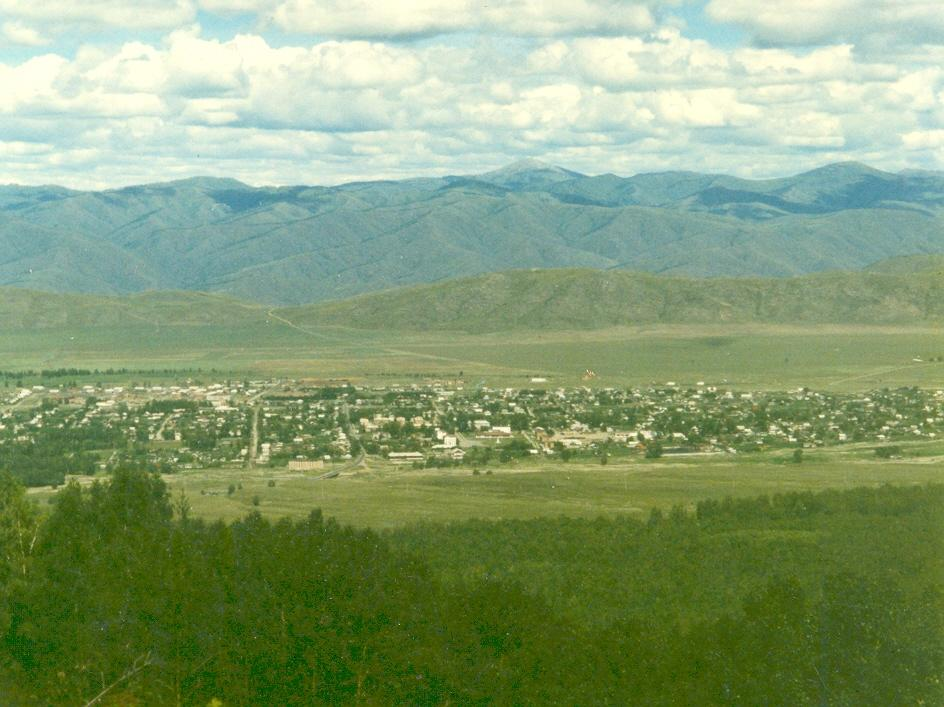
Вид села Катон-Карагай с юга (с северного склона хребта Сарымсакты)

## Население
Национальный состав (на начало 2019 года):
- казахи — 18 567 чел. (80,23 %)
- русские — 4 256 чел. (18,39 %)
- татары — 114 чел. (0,49 %)
- немцы — 123 чел. (0,53 %)
- белорусы — 18 чел. (0,08 %)
- узбеки — 26 чел. (0,11 %)
- другие — 37 чел. (0,16 %)
- Всего — 23 141 чел. (100,00 %)

## Административно-территориальное деление
В состав района входят 7 сельских округов:
| Сельский округ                   | Населённые пункты                                                               |
| Аккайнарский сельский округ      | село Аккайнар, село Кызылжулдыз, село Кайынды, село Акмарал                     |
| Аксуский сельский округ          | село Аксу, село Жазаба, село Акшарбак, село Бекалка                             |
| Белкарагайский сельский округ    | село Белкарагай, село Топкаин, село Согорное, село Орнек                        |
| Жамбылский сельский округ        | село Жамбыл, село Берель, село Маралды, село Шубарагаш, село Рахмановские Ключи |
| Катон-Карагайский сельский округ | село Катон-Карагай, село Шынгыстай, село Жана-Ульга, село Кабырга, село Мойылды |
| Коробихинский сельский округ     | село Коробиха, село Барлык, село Ушбулак                                        |
| Урыльский сельский округ         | село Урыль, село Аршаты, село Енбек                                             |